# Tideswell
Tideswell är en ort och civil parish i Storbritannien.  Den ligger i distriktet Derbyshire Dales i grevskapet Derbyshire i England, i den södra delen av landet, 220 km nordväst om huvudstaden London. Tideswell ligger 297 meter över havet och antalet invånare är 1 719.
Terrängen runt Tideswell är kuperad åt nordost, men åt sydväst är den platt. Terrängen runt Tideswell sluttar österut. Runt Tideswell är det ganska tätbefolkat, med 86 invånare per kvadratkilometer. Trakten runt Tideswell består i huvudsak av gräsmarker.